# وودلین (پنسیلوانیا)
وودلین (به انگلیسی: Woodlyn) یک منطقهٔ مسکونی در ایالات متحده آمریکا است که در پنسیلوانیا واقع شده‌است. وودلین ۹٬۴۸۵ نفر جمعیت دارد.